# Isavuconazol
Isavuconazol, comercializado sob a marca Cresemba, é um fármaco antifúngico da classe dos triazóis usado no tratamento da aspergilose e mucormicose.